# Кескитало, Айли
А́йли Ке́скитало (норв. и северносаам. Aili Keskitalo, род. 29 октября 1968, Кёутукейну, Финнмарк) — норвежский саамский политик, с 2008 года — лидер Ассоциации саамов Норвегии; в 2005—2007 годах, а также с 16 октября 2013 года — президент Саамского парламента Норвегии. Её родной язык — норвежский, однако она свободно говорит и на северносаамском языке.

## Биография
Кескитало имеет степень магистра в области государственного управления; магистерскую диссертацию, в которой она сравнивала систему высшего образования Норвегии и Гренландии на примере двух высших заведений этих стран, она защитила в 2005 году в Копенгагенской школе бизнеса.
В 2005 году Кескитало стала третьим президентом Саамского парламента Норвегии (северносаам. Sámediggi), сменив на этом посту Свена-Роальда Нюстё. Кескитало стала первой женщиной, занявшей этот пост. Однако уже в сентябре 2007 года из-за разногласий с вице-президентом парламента Юханом Миккелем Сара она этот пост оставила (новым президентом парламента стал Эгиль Олли).
В 2003—2005 годах, а также с 2008 по 2013 год Кескитало была председателем Норвежской саамской ассоциации.
19 сентября 2013 года Кескитало приняла участие в ежегодном заседании Постоянного комитета парламентариев Арктического региона, прошедшем в Мурманске. Вечером того же дня она была задержана сотрудниками Федеральной миграционной службы. В местном отделении УФМС она подверглась допросу, после чего ей был выписан штраф за нарушение визового режима, поскольку она находилась на территории России по туристической, а не деловой или официальной визе, как того требует российское законодательство. В тот же день она была отпущена.
На выборах в Саамский парламент Норвегии, которые прошли осенью 2013 года, одним из основных пунктов её предвыборной программы было требование предоставления Саамского парламенту Норвегии права вето на горные разработки. Она считала неправильной нынешнюю ситуацию, когда решения по таким проектам принимаются без учёта мнения саамов. В целом же, по её мнению, прежде чем заниматься освоением минеральных ресурсов, «саамскому народу необходимо создать условия для обеспечения его собственных потребностей». 16 октября 2013 года в Карасйоке на сессии Саамского парламента она была избрана его новым председателем, сменив на этом посту Эгиля Олли. Помимо депутатов от Ассоциации саамов Норвегии (организации, которую она возглавляет), за Кескитало голосовали депутаты от Народного саамского союза.

## Публикации
- Torunn Pettersen, Jorunn Eikjok, Aili Keskitalo (2002): Vil de ikke — eller slipper de ikke til? En undersøkelse av den lave kvinnerepresentasjonen på Sametinget i Norge. Guovdageaidnu/Kautokeino, Sámi Instituhtta/Nordisk Samisk Institutt, Sámi allaskuvla/Samisk høgskole
- Aili Keskitalo (2005): Høyere utdanningsinstitusjoner for urfolk i en moderniseringstid: en komparativ analyse av endringer i rammebetingelser for Sámi allaskuvla/Samisk høgskole og Ilisimatusarfik ved årtusenskiftet

## Семья
Муж: Нильс Йюрген Нюстё (Nils Jørgen Nystø, род. 1963).
Дети: Anja Márjá (род. 1994), Elina Kati (род. 1997), Inga Ristin (род. 2008).